# Minsk Hurricanes 2019
Questa voce raccoglie le informazioni riguardanti i Minsk Hurricanes nelle competizioni ufficiali della stagione 2019.

## Campionato bielorusso di football americano 2019

### Stagione regolare
| Minsk 8 maggio 2019, ore 15:00 | Minsk Hurricanes | 43 – 0 referto | Grodno Barbarians | SOK Olimpijskij |

| Hrodna 18 agosto 2019 | Minsk Hurricanes | 21 – 0 (a tavolino) referto | Brest Sentinels |  |

| Minsk 31 agosto 2019, ore 14:00 | Minsk Litwins | 48 – 7 (7-0 13-0 7-7 14-0) referto | Minsk Hurricanes | Stadion BGPU |

### Playoff
| Minsk 14 settembre 2019, ore 17:00 | Minsk Moose | 22 – 14 (7-0 12-0 0-14 3-0) referto | Minsk Hurricanes | Baza Otdycha Ratomka |

## Statistiche di squadra
| Competizione | %Vittorie | In casa | In casa | In casa | In casa | In casa | In casa | In trasferta | In trasferta | In trasferta | In trasferta | In trasferta | In trasferta | Totale | Totale | Totale | Totale | Totale | Totale |
| Competizione | %Vittorie | G       | V       | N       | P       | Pf      | Ps      | G            | V            | N            | P            | Pf           | Ps           | G      | V      | N      | P      | Pf     | Ps     |
| ------------ | --------- | ------- | ------- | ------- | ------- | ------- | ------- | ------------ | ------------ | ------------ | ------------ | ------------ | ------------ | ------ | ------ | ------ | ------ | ------ | ------ |
| Campionato   | .667      | 2       | 2       | 0       | 0       | 64      | 0       | 1            | 0            | 0            | 1            | 7            | 48           | 3      | 2      | 0      | 1      | 71     | 48     |
| Playoff      | .000      | 0       | 0       | 0       | 0       | 0       | 0       | 1            | 0            | 0            | 1            | 14           | 22           | 0      | 0      | 0      | 1      | 14     | 22     |
| Totale       | .500      | 2       | 1       | 0       | 0       | 64      | 0       | 2            | 0            | 0            | 2            | 21           | 70           | 4      | 2      | 0      | 2      | 85     | 70     |